# Саранча, Дмитрий Александрович
Дмитрий Александрович Саранча (27 мая 1945, Киров — 14 мая 2019, Красногорск) — советский и российский учёный-математик в области системного анализа и математического моделирования эколого-биологических систем и объектов, доктор физико-математических наук (1997), профессор МФТИ. Участвовал в исследованиях под руководством Н. Н. Моисеева по моделированию «ядерной зимы».

## Биография
Закончил МФТИ по специальности «инженер-физик» в 1969 году.
С 1976 года до конца жизни работал в Вычислительном центре Академии наук.
В 1977 году защитил диссертацию на соискание учёной степени кандидата физико-математических наук по теме «Некоторые вероятностные модели нейронных структур». В 1999 году защитил защитил диссертацию на соискание учёной степени доктора физико-математических наук по теме «Разработка комплекса математических моделей для исследования биоценотических сообществ».
В 2013 году был награждён почётной грамотой РАН.
Автор более 80 научных работ.

## Научная и педагогическая деятельность
Основным направлением в научной деятельности Д. А. Саранча было математическое моделирование эколого-биологических систем. В круг его научных интересов входило построение наборов взаимодополняющих моделей (имитационных и аналитических) эколого-биологических и физиологических объектов различной природы (биосферы, биоценозов, популяций особей и нервных клеток, процессов питания и пищеварения); построение моделей пространственно распределённых экосистем; использование подходов статистической механики при описании экологических и нейрофизиологических объектов; описания взаимодействия демографических, экономических и экологических факторов.
С 1986 по 2003 год преподавал в МФТИ. Подготовил и прочитал курсы «Математические и биофизические методы в экологии» и «Экология (структура окружающего мира)». По первому курсу выпущено пособие в форме монографии «Количественные методы в экологии. Биофизические аспекты и математическое моделирование». С 2003 по 2019 год сотрудничал в должности профессора на кафедре «Прикладной математики» в МАТИ, читал курс «Концепция современного естествознания». С 2005 по 2019 год сотрудничал в должности профессора на кафедре «Математическое моделирование в экономике» в Вятском государственном университете, читал курс нелинейной динамики.

## Основные работы
- Svirezhev Iu. M., Alexandrov G. A. et al. Ecological and demographic consequences of a nuclear war. — M.: The Computing Centre of the AS USSR, 1985. — 267 p.
- Александров Г. А., Арманд А. Д., Белотелов Н. В. и др. Математические модели экосистем. Экологические и демографические последствия ядерной войны. Под ред. А. А. Дородницына. — М.: «Наука», 1986. — 176 с.
- Биомоделирование. — М.: ВЦ РАН, 1995. 102 с.
- Биомоделирование. Материалы по количественной экологии. Математическое моделирование и биофизические аспекты. — М.: ВЦ РАН, 1995. 139 с.
- Бибик Ю. В., Попов С. П., Саранча Д. А. Неавтономные математические модели экологических систем. — М.: ВЦ РАН, 2004. 120 с.
- Глушков В. Н., Недоступов Э. В., Саранча Д. А., Юферова И. В. Компьютерные методы анализа математических моделей экологических систем. — М.: ВЦ РАН,. 2006. 74 c.
- Бибик Ю. В., Саранча Д.А. Ренормгруппа и дискретные отображения для биологических моделей с сезонностью. — М.: ВЦ РАН, 2008. 128 с.
- Саранча Д.А. Некоторые подходы к моделированию экологических систем. — М.: ВЦ РАН, 2012. 138 с.
- Люлякин О. П., Тращеев Р. В., Саранча Д. А., Юрезанская Ю. С. Математическое моделирование экологических сообществ // Сообщения по прикладной математике. — М.: ВЦ РАН, 2013. 66 с.
- Тращеев Р. В., Люлякин О. П., Саранча Д. А., Юрезанская Ю. С. Метод комплексных исследований на примере моделирования популяций леммингов. M.: ВЦ РАН, 2014.
- Каменев Г. К., Лысенко Н. А., Люлякин О. П., Поляновский В. О., Саранча Д. А., Юрезанская Ю. С. Использование методов математического моделирования для анализа экологических объектов. M.: ВЦ РАН, 2015. 119 с.
- Боранбаев С. Н., Боранбаев А. С., Поляновский В. О., Саранча Д. А. Математическое и компьютерное моделирование эколого-биологических объектов. Астана, 2018. 660 с.